# 暎嬪李氏
暎嬪李氏（韓語：영빈 이씨，1696年8月15日—1764年8月23日），朝鮮英祖的後宮嬪御，莊獻世子生母、正祖的親祖母。本貫全義李氏，父親李榆蕃追贈左贊成。

## 生平
李氏生於朝鮮肅宗二十二年（1696年）七月十八日，出身於沒落的兩班家庭；辛巳年（1701年）入宮為宮女。入宮後，李氏獲得肅宗以及仁元王后的賞識。英祖在1724年繼位後，仁元王后將年近三十、「見識過人聰慧不凡」的李氏賜給繼子英祖；英祖相當寵幸李氏，並表示：「王家事，莫大乎廣嗣續。而與其選士夫女之未詳者，寧取諸宮中厚德之人。」
英祖二年（1726年）十一月，懷有身孕的李氏受封為淑儀。可能因為她與英祖同姓的緣故，一開始封為淑儀引起大臣上疏勸諫；但仍順利冊封。隔年四月產下後來的和平翁主；四年（1728年）陞為贵人，六年（1730年）晉升為暎嬪。此前，靖嬪李氏先在肅宗四十五年生一子李緈，英祖即位後冊封為世子，是為孝章世子；孝章世子卻在英祖四年夭折，年僅9歲。孝章世子死後有七年的時間，都沒有王子誕生，使得英祖著急萬分；不過暎嬪對此相當豁達，說生育男女是天意，英祖也由於她的規勸而較為釋懷。終於在英祖十一年（1735年），暎嬪李氏生下一子李愃，英祖大喜，立刻冊封為世子，即莊獻世子。暎嬪李氏共為英祖生下1子6女，但有3名翁主未取名即夭折，順利長大成人的3位翁主分別是和平翁主、和協翁主與和緩翁主。
英祖三十八年（1762年），由於莊獻世子精神失常，暎嬪李氏為保護世孫（朝鮮正祖）而跟英祖告發了兒子的惡行，引發壬午禍變:317-318；莊獻世子被英祖廢為庶人活活餓死，但是死後又恢復其世子地位。莊獻世子死後兩年，她於英祖四十年（1764年）七月廿六過世，英祖相當悲傷，賜宮號義烈；正祖時改為宣禧宮、高宗時賜諡號昭裕，全稱宣禧宮昭裕暎嬪。宣禧宮是現在的七宮之一，暎嬪的牌位也供奉在這裡。

## 子女
| 稱號       | 名 | 生年 | 卒年 | 配偶             | 備註                                                                                     |
| ---------- | -- | ---- | ---- | ---------------- | ---------------------------------------------------------------------------------------- |
| 和平翁主   |    | 1727 | 1748 | 錦城尉朴明源     | 英祖三年四月二十七日出生，七年封和平翁主，二十四年六月二十四日過世。無子女，養子朴相喆。 |
| 翁主       |    | 1728 | 1731 | 無               | 早卒，葬高陽淸潭村。                                                                     |
| 翁主       |    | 1729 | 1731 | 無               | 早卒，葬高陽淸潭村。                                                                     |
| 翁主       |    | 1732 | 1736 | 無               | 早卒，葬高陽新院。                                                                       |
| 和协翁主   |    | 1733 | 1752 | 永城尉申光綏     | 英祖九年三月七日出生，十五年封和協翁主，二十八年十一月二十七日過世。無子女，養子申在善。 |
| 莊獻世子   | 愃 | 1735 | 1762 | 獻敬惠嬪豐山洪氏 | 初號「思悼世子」，正祖繼位後加上尊號莊獻，改稱「莊獻世子」。                             |
| 廢和缓翁主 |    | 1738 | 1808 | 日城尉鄭致達     | 英祖十九年（1743年）封和緩翁主，正祖二年（1778年）削號。無子女，養子鄭厚謙。             |

## 附註
1. 1 2  . 장서각기록유산DB.   [2022-03-06]. （原始内容存档于2022-03-06）.
2. ↑  . sillok.history.go.kr.   [2017-09-30]. （原始内容存档于2017-10-01） （韩语）.
3. ↑  . sillok.history.go.kr.   [2017-09-30]. （原始内容存档于2017-10-01） （韩语）.
4. ↑  . 한국학 디지털 아카이브.   [2020-11-30]. （原始内容存档于2021-04-10）.
5. ↑  獻敬王后（惠慶宮）. JaHyun Kim Haboush , 编.  2. 加州大學出版社. 2013-09-14. ISBN 978-0520280489.
6. ↑  . sillok.history.go.kr.   [2017-09-30]. （原始内容存档于2017-10-01） （韩语）.
7. ↑  《胎峯謄錄》戊申八月十五日……今戊申年八月初三日申時生翁主阿只氏藏胎事……
8. ↑  《承政院日記》英祖7年（1731年）2年18日
9. ↑  《胎峯謄錄》庚戌正月初八日……去己酉年十二月十二日酉時生翁主阿只氏藏胎事……
10. ↑  《承政院日記》英祖7年（1731年）3年21日
11. ↑  《胎峯謄錄》壬子二月十三日……今壬子正月初一日寅時生翁主阿只氏藏胎……
12. ↑  . sillok.history.go.kr.   [2017-09-30]. （原始内容存档于2017-10-01） （韩语）.
13. ↑  . sillok.history.go.kr.   [2017-09-30]. （原始内容存档于2017-10-01） （韩语）.
14. ↑  《胎峯謄錄》癸丑四月初五日……今癸丑年三月初七日寅時生翁主阿只氏藏胎事……
15. ↑  《胎峯謄錄》戊午二月十八日……今戊午正月十九日丑時生翁主阿只氏藏胎事……